# スリー・サイズ・ライヴ
『スリー・サイズ・ライヴ』（Three Sides Live）は、イギリスのプログレッシブ・ロック・バンド、ジェネシスが1982年に発表したライブ・アルバム。LP・CDとも2枚組となっている。

## 背景
インターナショナル盤LPは、サイド1からサイド3がライブ音源、サイド4はスタジオ録音の曲（アルバム『デューク』からのアウトテイク及びEP『3×3』からの曲）という構成だったが、イギリス盤LPは内容が異なり、サイド4もライブ音源であった。1994年のリマスターCDは、イギリス盤LPに準じた全曲ライブ録音の内容となった。
「イット〜ウォッチャー・オブ・ザ・スカイズ」（インターナショナル盤LPには収録されていない）のみスティーヴ・ハケット在籍時の1976年のライブ音源で、ビル・ブルーフォードがサポート・ドラマーを務めている。

## 反響・評価
全英アルバムチャートでは19週トップ100入りして最高2位を記録し、バンドにとって10作目の全英トップ10アルバムとなった。アメリカでは25週Billboard 200入りし、1982年8月21日に最高10位を記録した。
Bruce Ederはオールミュージックにおいて5点満点中3.5点を付け「フィル・コリンズの歌声は全編を通じて好調で、グループの演奏も印象的なことが多く、たとえアリーナ・クラスの会場の観客を前にするようになっても、刺激的かつ密度の濃い演奏が維持されている」と評している。

## 収録曲
特記なき楽曲はフィル・コリンズ、マイク・ラザフォード、トニー・バンクスの共作。

### サイド1
1. ターン・イット・オン・アゲイン - "Turn It On Again" - 5:16
2. ドードー - "Dodo" - 7:18
3. アバカブ - "Abacab" - 8:46

### サイド2
1. ビハインド・ザ・ラインズ - "Behind the Lines" - 5:26
2. ダッチス - "Duchess" - 6:38
3. ミー・アンド・サラ・ジェーン - "Me & Sarah Jane" (Tony Banks) - 6:02
4. フォロー・ユー・フォロー・ミー - "Follow You Follow Me" - 4:58

### サイド3
1. ミスアンダースタンディング - "Misunderstanding" (Phil Collins) - 4:06
2. イン・ザ・ケイジ（メドレー） - "In the Cage (Medley - Cinema Show - Slippermen)" (Peter Gabriel, Steve Hackett, P. Collins, Mike Rutherford, T. Banks) - 11:52
3. アフターグロウ - "Afterglow" (T. Banks) - 5:13

### サイド4（イギリス盤LP）
1. ワン・フォー・ザ・ヴァイン - "One for the Vine" (T. Banks) - 11:04
2. ザ・ファウンテン・オブ・サルマシス - "Fountain of Salmacis" (P. Gabriel, S. Hackett, P. Collins, M. Rutherford, T. Banks) - 8:37
3. イット〜ウォッチャー・オブ・ザ・スカイズ - "It."/"Watcher of the Skies" (P. Gabriel, S. Hackett, P. Collins, M. Rutherford, T. Banks) - 7:03

### サイド4（インターナショナル盤LP）
※5曲すべてスタジオ録音
1. ペイパーレイト - "Paperlate" - 3:20
2. ユー・マイト・リコール - "You Might Recall" - 5:31
3. 私とヴァージル - "Me and Virgil" - 6:20
4. オータム - "Evidence of Autumn" (T. Banks) - 4:57
5. オープン・ドア - "Open Door" (M. Rutherford) - 4:06

## 参加ミュージシャン
- フィル・コリンズ - ボーカル、ドラムス
- マイク・ラザフォード - ギター、ベース、バッキング・ボーカル
- トニー・バンクス - キーボード、バッキング・ボーカル
- スティーヴ・ハケット - ギター (on "It."/"Watcher of the Skies")

アディショナル・ミュージシャン
- ダリル・ステューマー - ギター、ベース
- チェスター・トンプソン - ドラムス
- ビル・ブルーフォード - ドラムス (on "It."/"Watcher of the Skies")